# Karatina
Karatina – miasto w Kenii, w hrabstwie Nyeri. W 2019 liczyło 23,5 tys. mieszkańców.